# 城宝匡史
城宝 匡史（じょうほう まさし, 1982年4月24日 - ）は、北海道江別市出身（札幌市生まれ）の元プロバスケットボール選手、バスケットボール指導者である。身長183cm、体重83kgで、ポジションはシューティングガード、ポイントガード。B3リーグの横浜エクセレンスに所属している。
2005年にbjリーグの大阪エヴェッサと契約し、プロ選手となる。2005-06シーズンと2006-07シーズンに大阪で優勝を経験。2011年より所属していた富山では3度ベストファイブに選ばれ、2013-14シーズンにはレギュラーシーズンのMVPを、日本人選手として初めて獲得した。
妻はタレントの長尾麻由。

## 来歴

### 大学まで
小学校6年生の時にバスケットボールを始め、全国ミニバス大会で準優勝する。江別市立野幌中学校2年生時に全中オールスターに選ばれ、ベスト16に進出。3年生時に全国中学校バスケットボール大会に出場するも、予選リーグ敗退。北海道大麻高等学校に進学。1年生時から3年連続でインターハイに出場し、1,2年生時は2回戦敗退。3年生時はベスト16に進出。この年国体のメンバーにも選出され、ベスト8に進出。
大学は大阪商業大学に進学。1回生・2回生と2年連続でインカレに出場する。2回生時には関西学生リーグ戦で優秀選手賞を受賞。3回生時は関西学生選手権では優勝を達成し、優秀選手賞を受賞。関西学生リーグでは7位に終わり、チームとしてはインカレ出場を逃すものの、個人では得点王を受賞。関西選抜にも選出され、全日本学生選抜では準優勝する。翌年も関西選抜に選出され優勝候補筆頭の関東選抜を破り優勝する。

### プロ入り後
大学卒業後、bjリーグの大阪エヴェッサのチームトライアウトに合格し入団。大阪のbjリーグ初代王座獲得（2005-06シーズン）に貢献する。
2006-07シーズン、第1回bjリーグオールスターゲームに主催者推薦で出場し、4本連続を含む計6本のスリーポイントを沈め18得点の活躍。また、スリーポイントコンテストにも出場。オールスター後もコンスタントに試合出場を続けるが、プレイオフでは出場機会がなかった。
シーズン終了後、東京アパッチが保有していた仲村直人の優先交渉権と交換で東京へ移籍し、2007-08シーズンのbjリーグ準優勝に貢献。2008-09シーズンは1試合平均得点が初めて二桁（10.02点）を記録し、チームの2シーズン連続bjリーグ準優勝に貢献した。
2009-10シーズン前に今度は滋賀レイクスターズが保有していた板倉令奈の優先交渉権と交換で滋賀へ移籍。移籍してからは得点リーダーとなった試合も多い。オールスターゲームにもWESTチームガード部門のファン投票1位で出場。4月には月内の試合で平均15.6得点を記録し、月間MVPを受賞。日本人の同賞受賞は澤岻直人（当時沖縄）以来2年4ヶ月ぶり2度目。シーズンの1試合平均出場時間は初めて30分を超え、チームで2番目の平均得点15.0点を記録し（bjリーグ得点ランクエントリー基準の45試合出場に達した選手の中では1位）、チーム初のプレイオフ進出に貢献した。2010-11シーズンもオールスターにWESTチームガード部門ファン投票1位で出場。プレイオフにも出場した。
2011-12シーズンは富山グラウジーズに移籍。11月5日の岩手ビッグブルズ戦で33得点・翌6日は15得点を決めて週間MVPを受賞。2012年1月、オールスターゲームにEASTガード部門ファン投票1位で出場。2月は1試合平均18.4得点を記録して自身2度目の月間MVPを受賞。3月に故障で4試合欠場したものの残りの試合は全てスターターで出場し、シーズンでは1試合平均15.3得点を記録した。チームは初の自力プレイオフ進出を果たし、自身はリーグベスト5に初選出された。
2012-13シーズンは4シーズン連続でオールスターゲームに出場。レギュラーシーズンは48試合に出場して1試合13.7得点、3.6アシストをマーク。チーム史上シーズン最高勝率（.673）と初のプレイオフ・ファーストラウンド突破に貢献した。
2013-14シーズンは10月12日13日に開催された埼玉ブロンコスとの開幕2連戦で連勝に貢献したのを評価され、週間MVPを受賞。4月6日の青森ワッツ戦においてbjリーグ日本人初の通算5000得点を、4月26日の東京サンレーヴス戦で500スティールを達成、チーム新記録の11連勝に貢献して3度目の月間MVPを受賞。レギュラーシーズン全52試合にスターターで出場し、チーム1位の17.4得点（リーグ8位:日本人選手歴代最高位）、3.7アシストをマーク。チーム初のレギュラーシーズンカンファレンス1位（42勝、勝率.808）に貢献し、日本人選手初のシーズンMVPと、2シーズンぶり2回目のベスト5を受賞した。
2014-15シーズンも開幕から安定した活躍を続け、10月25日・26日の信州ブレイブウォリアーズ戦で各18得点4アシスト、33得点5アシストを記録して週間MVPを受賞。1月17日の東京サンレーヴズ戦でスリーポイント10本を決め、自身のキャリアハイを更新した。レギュラーシーズンはチームの主力としてプレイオフ進出に貢献したが、プレイオフは故障のため出場できなかった。
2015-16シーズンは、11月1日の仙台89ERSを迎えたホームゲームで、日本人初のプロ通算6,000得点を達成した。富山グラウジーズをbjリーグファイナル決勝に導き、準優勝を果たした。
2015年1月23日、タレントの長尾麻由と結婚したことが長尾本人より明かされた。
2016年9月、bjリーグはNBLと統合し、プロリーグB.LEAGUEが発足。Bリーグ元年となるBリーグ 2016-17シーズンの富山グラウジーズを支えた。2016年12月3日対滋賀レイクスターズ戦では、個人通算7000得点を記録。しかしチームの結果は中地区5位と振るわず。2017年5月30日に開催されたB.LEAGUE AWARD SHOWではSNS投票でクール&セクシー賞を受賞。その際「この容姿に産んでくれた両親に感謝したい」とユーモア溢れるコメントをし、川淵三郎から賞賛を得た。
2017-18シーズンは、新潟アルビレックスBBへ移籍した。2017年12月9日 B1リーグ2017-18シーズン 第11節 西宮ストークス戦では、8本連続成功を含む、自身のキャリアハイに並ぶ計10本のスリーポイントを成功させた。なお、リーグ記録は富樫勇樹の11本である。
2018-19シーズンから2シーズンはライジングゼファーフクオカに所属。2年ぶりにボブ・ナッシュHCの下でプレー。2019年2月9日に個人通算8000得点を記録。
2020-21シーズンは富山グラウジーズに移籍。選手兼ユースチーム テクニカルアドバイザーとして契約し、2016-17シーズン以来の復帰となった。
2021-22シーズンは愛媛オレンジバイキングスに所属。40試合出場で、1試合平均7.2得点だった。
2022-23シーズンはアースフレンズ東京Zに所属。2023年6月23日、現役を引退し、横浜エクセレンスのアシスタントコーチ兼通訳に就任することが発表された。

## 記録
| シーズン         | チーム | GP | GS | MPG  | FG%  | 3P%  | FT%  | RPG | APG | SPG | BPG | TO  | PPG  |
| ---------------- | ------ | -- | -- | ---- | ---- | ---- | ---- | --- | --- | --- | --- | --- | ---- |
| bjリーグ 2005-06 | 大阪   | 33 |    | 28.4 | .363 | .350 | .730 | 3.3 | 1.2 | 1.0 | 0.0 | 1.3 | 8.7  |
| bjリーグ 2006-07 | 大阪   | 36 |    | 18.3 | .389 | .376 | .714 | 1.4 | 1.0 | 0.5 | 0.1 | 1.0 | 6.7  |
| bjリーグ 2007-08 | 東京   | 41 |    | 17.1 | .379 | .346 | .786 | 1.6 | 1.7 | 0.8 | 0.1 | 1.2 | 7.6  |
| bjリーグ 2008-09 | 東京   | 51 | 43 | 25.5 | .338 | .298 | .707 | 2.7 | 2.2 | 1.4 | 0.1 | 1.8 | 10.0 |
| bjリーグ 2009-10 | 滋賀   | 52 | 48 | 31.9 | .370 | .298 | .731 | 2.8 | 1.9 | 1.3 | 0.1 | 2.2 | 15.0 |
| bjリーグ 2010-11 | 滋賀   | 50 | 50 | 27.0 | .410 | .342 | .744 | 2.2 | 1.7 | 1.0 | 0.1 | 1.8 | 13.1 |
| bjリーグ 2011-12 | 富山   | 48 | 48 | 36.7 | .381 | .327 | .759 | 4.1 | 3.1 | 1.8 | 0.0 | 2.8 | 15.3 |
| bjリーグ 2012-13 | 富山   | 49 | 49 | 31.8 | .385 | .292 | .723 | 3.6 | 3.6 | 1.6 | 0.1 | 3.1 | 13.7 |
| bjリーグ 2013-14 | 富山   | 52 | 52 | 33.4 | .399 | .349 | .802 | 3.6 | 3.7 | 1.3 | 0.0 | 3.2 | 17.4 |
| bjリーグ 2014-15 | 富山   | 45 | 45 | 32.0 | .380 | .368 | .770 | 3.2 | 3.4 | 1.5 | 0.2 | 2.6 | 16.7 |
| bjリーグ 2015-16 | 富山   | 52 | 52 | 32.0 | .423 | .347 | .789 | 3.2 | 3.9 | 1.4 | 0.0 | 3.0 | 17.1 |

## エピソード
- 小学校時代は当初、サッカーをしていた。バスケットを始めた理由は、転校した東野幌小学校にはサッカー少年団がなく、クラスメイトにバスケットをやっている人がいたから[3]。一度練習を見に行き、その楽しさを実感し、江別バスケットボール少年団に入団（菅原洋介とはミニバス時代のチームメイト）。中学校進学後は再びサッカーをするつもりだったが、最初で最後の全国ミニバス大会では準優勝をし、バスケットが面白くなったため続けた。
- 大学時代の背番号は13番だったが、大阪エヴェッサには13番をつけている選手（宍戸治一）がいたため13を反対にして31とし、スリーポイントが一番入るようにという意味も加わり、気に入っているので番号を戻さずにいる。
- 2008年1月22日にテレビ朝日の『体育の時間』のアトラクションKINJIROを完全制覇し、16万円を獲得した。その後、なかやまきんに君と共にスペシャルチャレンジで100万円に挑んだが、両者とも失敗した。城宝はこの16万円を使い、子供たちをバスケットボールの試合に招待すると発言した。翌週には当時チームメイトのトレボーン・ブライアントも参加したが、動きが慎重すぎたのが災いし、クリアはならなかった。